# Bergträsk
Bergträsk är en sjö i Finland. Den ligger i kommunen Kyrkslätt i landskapet Nyland, i den södra delen av landet, 30 km väster om huvudstaden Helsingfors. Bergträsk ligger 45 meter över havet. I omgivningarna runt Bergträsk växer i huvudsak blandskog. Arean är 3,3 hektar och strandlinjen är 0,95 kilometer lång. Sjön  ingår i Finska vikens kustområde. 